# 95 캉캉 69
"95 캉캉 69"는 한국에서 제작된 서필현 감독의 1995년 영화이다. 강경돈 등이 주연으로 출연하였고 손만호 등이 제작에 참여하였다.

## 시놉시스
미미와 은아는 어린 시절부터 가까운 친구였다. 미미는 가수를 꿈꾸며 낮에는 직장에서 일하고, 밤에는 술집 '몽마르뜨'에서 노래를 부르며 생계를 이어간다. 한편 은아는 한때 같은 꿈을 꾸었지만, 아버지의 갑작스러운 병환으로 인해 꿈을 접고 터키탕에서 일하게 된다.
어느 날 미미는 레코드 취입을 미끼로 접근한 주철에게 속아 금전적 피해를 입고, 가수의 꿈을 포기한 채 고향으로 돌아가기로 결심한다. 미미의 고향은 그녀의 어린 시절이 깃든 제주도다.
그녀를 늘 곁에서 지켜보던 석현은 미미의 친구 은아로부터 소식을 듣고, 미미를 찾아 제주도로 향한다. 그곳에서 두 사람은 서로의 진심을 확인하고, 석현의 진심 어린 격려와 은아의 응원에 힘입어 미미는 다시 용기를 내어 꿈을 향해 나아가기로 한다. 결국 그녀는 다시 '몽마르뜨' 무대에 선다.
이 이야기는 꿈과 현실, 우정과 사랑 사이에서 흔들리는 청춘들의 모습을 진지하면서도 따뜻하게 그려낸다.

## 출연

### 주연
- 강경돈
- 문선경
- 최선화
- 유장식